# Фёдоровка (Онуфриевская поселковая община)
Фёдоровка (укр. Федорівка) — село в Онуфриевской поселковой общине Александрийского района Кировоградской области Украины. До 2016 года носило название Краснофёдоровка (укр. Краснофедорівка).
До 2020 года входило в Онуфриевский район
Население по переписи 2001 года составляло 30 человек. Почтовый индекс — 28132. Телефонный код — 5238. Код КОАТУУ — 3524684203.